# Zsúrpubi
A zsúrpubi szlengszó, amit elsősorban elkényeztetett úrifiúra használnak, aki tehetős szüleitől mindent megkap, nem kell erőfeszítéseket tennie egzisztenciája megteremtéséért.

## Kialakulása
A polgári világban a délutáni társas összejöveteleket, teadélutánokat nevezték zsúrnak (a francia jour szó után).
Az általában középkorú hölgyek szórakozása volt, akik beszélgetéssel, társasjátékokkal, kártyázással töltötték ki az időt.
Mivel a férfiak ilyenkor vagy dolgoztak, vagy kávéházakba jártak, a hölgyek mellett a ház legnagyobb gyereke maradhatott segítségül a szalonban, aki alkalmasint részt vehetett egy-egy mondat erejéig a társalgásban. Őket nevezték zsúrfiúknak. 
Az általában jólnevelt  mamakedvencek nem hagyták hidegen a változó korban, kapuzárási pánikban élő hölgyeket, akik egyre gyakrabban vették igénybe  szolgálataikat kisérőként, majd szexuális vonalon egyaránt. Az ötvenes hölgyek és a pubertásból kinőni nem akaró „pubik” kapcsolatából nőtt ki az ezt az elkényeztetett életmódot folytató, a hölgyek által anyagilag támogatott szépfiúréteg: a zsúrpubi.
A mai értelemben vett zsúrpubi kihasználja, hogy ingyenszexért elkápráztatja a még az utolsó szerelemben hívő, vagy csak velük parádézó nőket, akár anyagi előnyökért cserébe, ráadásul – mivel a korabeli lányoknak túl nyálas – itt megkapja az anyás kényeztetést is.
Ezeken túli jelentése még: tartást és keménységet (tökösséget) nélkülöző, amúgy hímneműnek született látszatmacsó, aki nem törődik önmagán kívül senkivel.